# (5647) 1990 TZ
1990 تي زد (ويعرف أيضًا باسم (5647) 1990 تي زد وفق تسمية الكوكب الصغير) (بالإنجليزية: 1990 TZ)‏ هو كويكب ضمن حزام الكويكبات؛ وترتيبه 5647 من حيث الاكتشاف.
اكتُشف هذا الجُرم الفلكي بواسطة اليانور إف. هيلين في 14 أكتوبر 1990.

## وصلات خارجية
- (5647) 1990 TZ في قاعدة بيانات مختبر الدفع النفاث لأجرام النظام الشمسي الصغيرة

- الاكتشاف · مخطط المدار ·  العناصر المدارية · المعلمات المادية

- (5647) 1990 TZ على موقع ويكي سكاي: DSS2, SDSS, GALEX, IRAS, Hydrogen α, X-Ray, Astrophoto, Sky Map, Articles and images